# Winthemia conformis
Winthemia conformis är en tvåvingeart som först beskrevs av Charles Howard Curran 1928.  Winthemia conformis ingår i släktet Winthemia och familjen parasitflugor. Inga underarter finns listade i Catalogue of Life.